# Сан Лоренцо (Равена)
Сан Лоренцо је насеље у Италији у округу Равена, региону Емилија-Ромања.
Према процени из 2011. у насељу је живело 484 становника. Насеље се налази на надморској висини од 9 м.